# Tramlijn 25 (Amsterdam)
 Tramlijn 25 is een tramlijn in Amsterdam. Sinds 13 december 2020 rijdt deze op de route station Amsterdam Zuid (Strawinskylaan) – Buitenveldertselaan – Beneluxbaan – Amstelveen Westwijk – Uithoorn Centrum.
Tot 14 december 2013 reed lijn 25 op de route Centraal Station – Vijzelstraat – Churchilllaan – President Kennedylaan. Na 83 jaar kwam het einde voor deze tramlijn, die sinds 1930 de verbinding tussen de Rivierenbuurt en het Centraal Station via de Ferdinand Bolstraat had verzorgd.

## Nieuwe tramlijn 25: de Amsteltram
Op 11 september 2019 werd bekend gemaakt dat de Amsteltram (Station Zuid – Amstelveen – Uithoorn), vanaf 2020 opvolger van sneltramlijn 51, het lijnnummer 25 krijgt. Vanaf 13 december 2020 is de Amsteltram volgens dienstregeling gaan rijden.
De Amsteltram is in de plaats gekomen van de per 3 maart 2019 uit Buitenveldert en Amstelveen verdwenen sneltramlijn 51 die daar tijdelijk werd vervangen door buslijn 55. De bestaande tramlijn 5 is na de komst van de Amsteltram gehandhaafd.

### Kenmerken
Er zijn twee tramlijnen tussen Amsterdam en Amstelveen:
- Tramlijn 5: Van Hallstraat (Westergasfabriek) – Station Amsterdam Zuid – Stadshart Amstelveen;
- Tramlijn 25: Station Amsterdam Zuid – Amstelveen Westwijk, de verlenging naar Uithoorn Dorpscentrum is geopend op 21 juli 2024. Het opstelterrein Legmeerpolder is gelegen ten zuiden van de halte Westwijk.[4][5]

Ter vervanging van het oude materieel rijden er op beide lijnen lagevloertrams van het type 15G met een breedte van 2,40 m en een lengte van 30 meter met een capaciteit van 175 passagiers. Trams op de lijn kunnen gekoppeld rijden met een totale lengte van 60 meter.

### Foto's van de opening van de Amsteltram

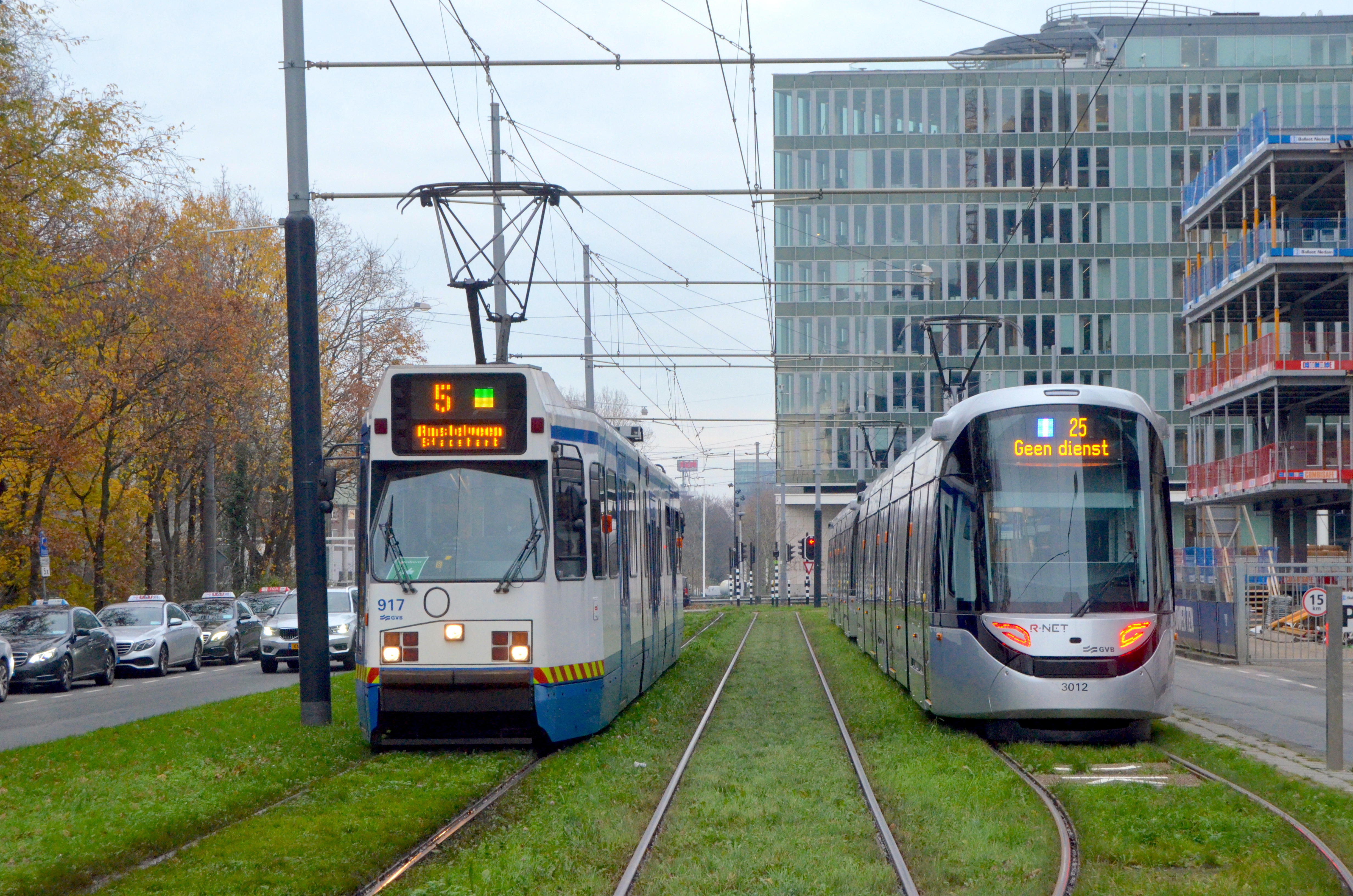
Tramlijnen 5 en 25 tijdens het proefbedrijf op de Strawinskylaan, met een 11G en 15G-tram; 8 december 2020.
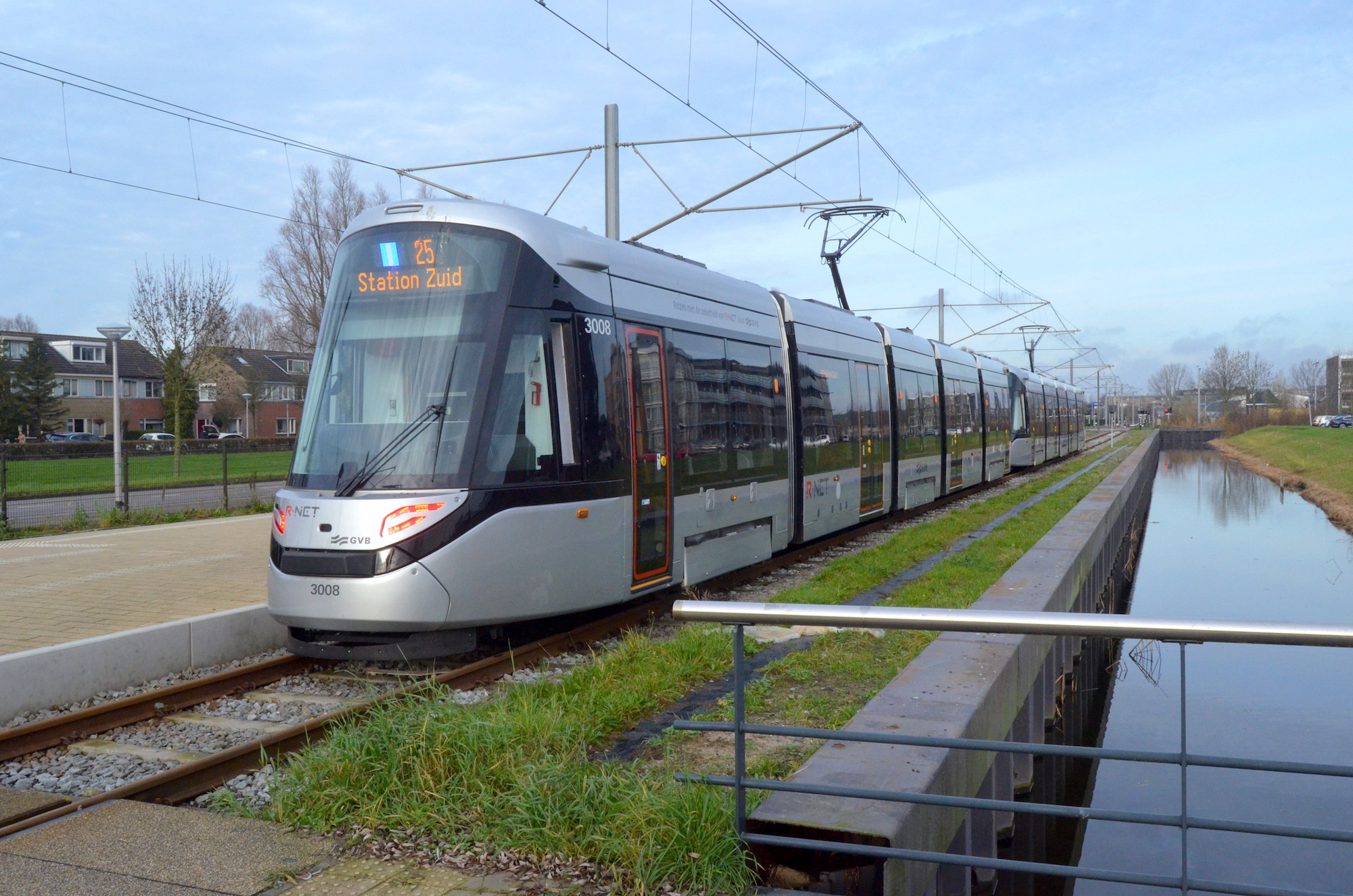
Tramlijn 25 met 15G tram op de openingsdag aan de halte Amstelveen Westwijk; 13 december 2020
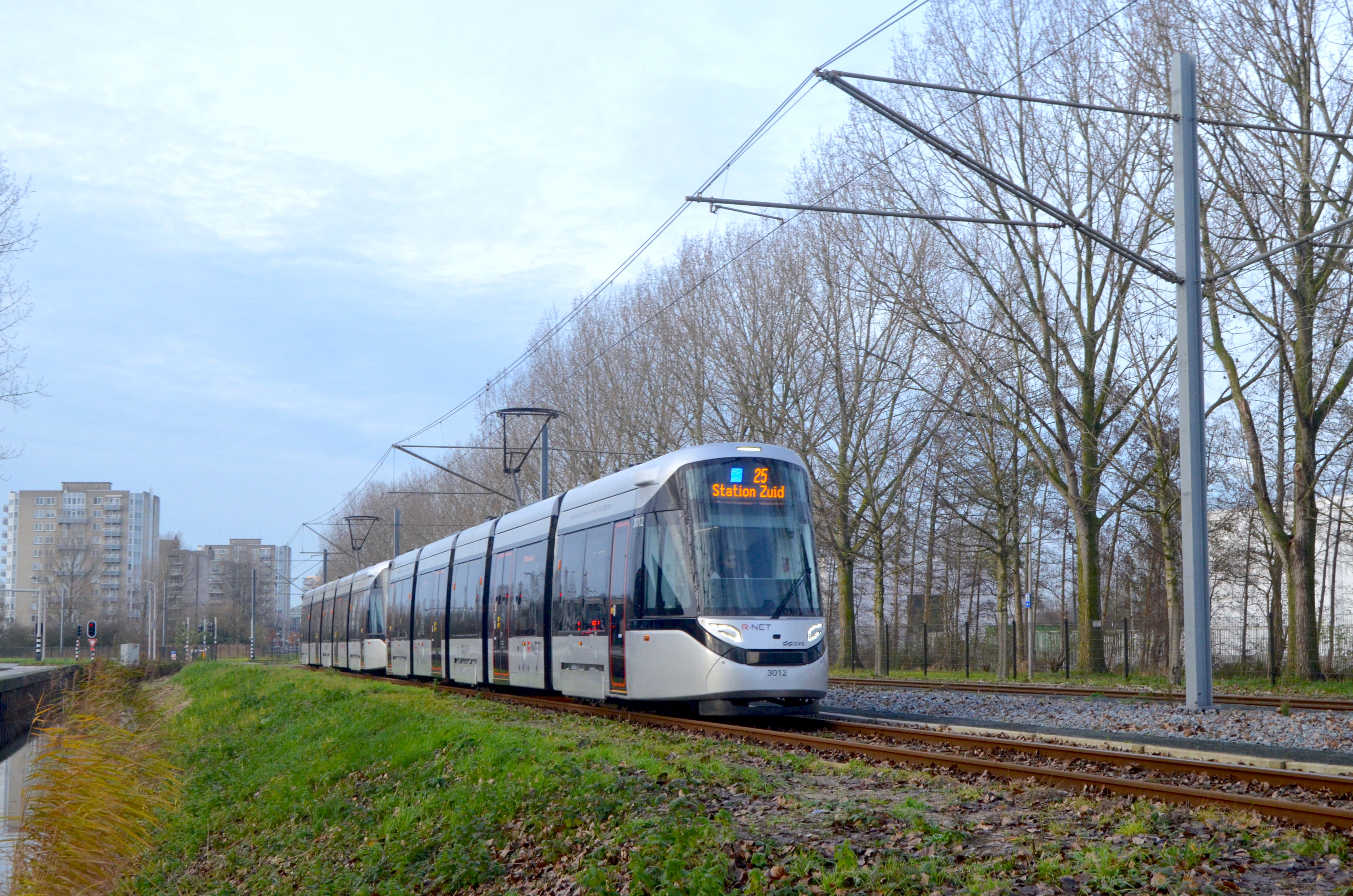
Tramlijn 25 met 15G tram op de openingsdag bij de voormalige halte Amstelveen Spinnerij; 13 december 2020.
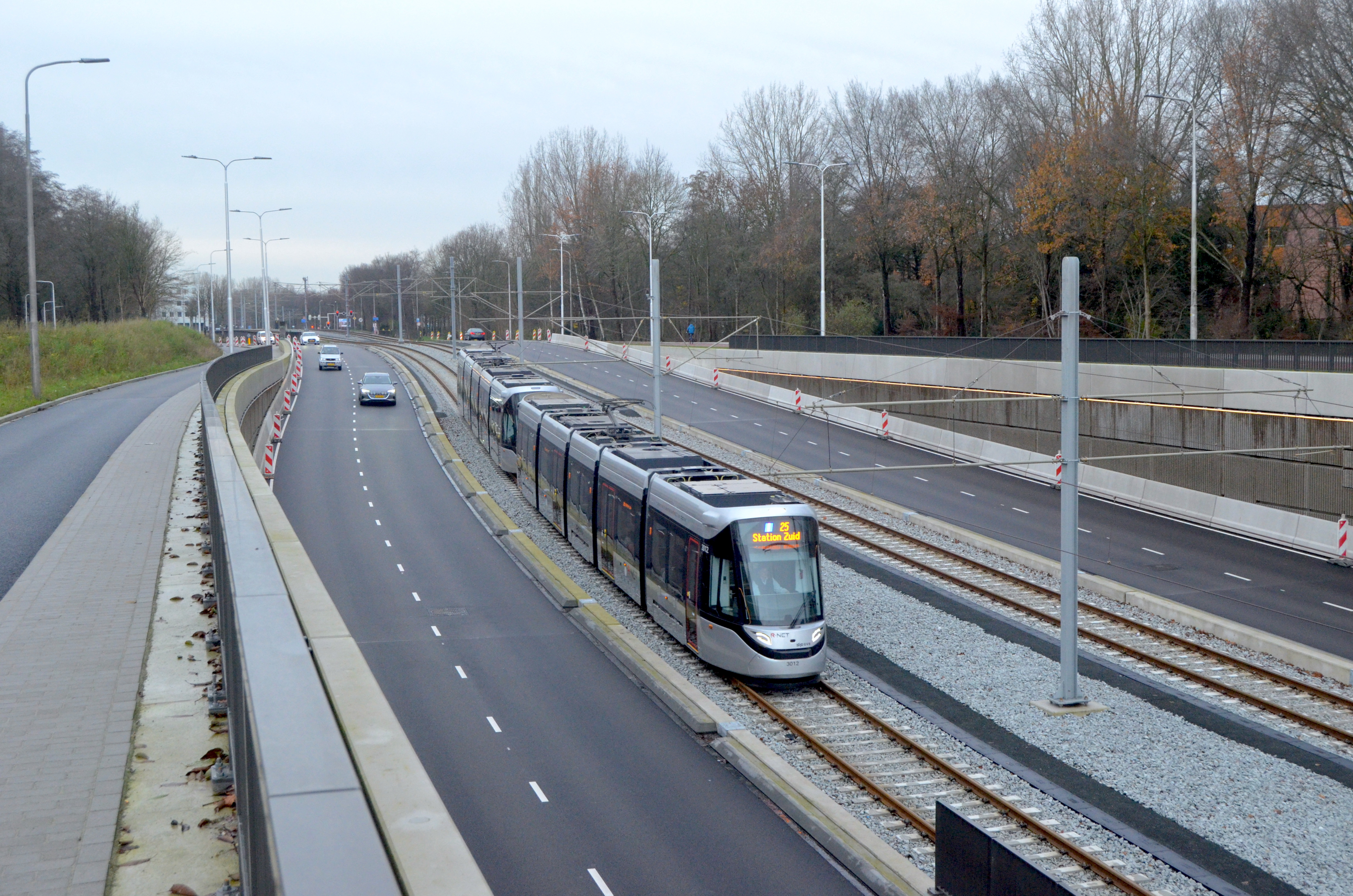
Tramlijn 25 met 15G tram op de openingsdag bij de halte Amstelveen Sportlaan; 13 december 2020.
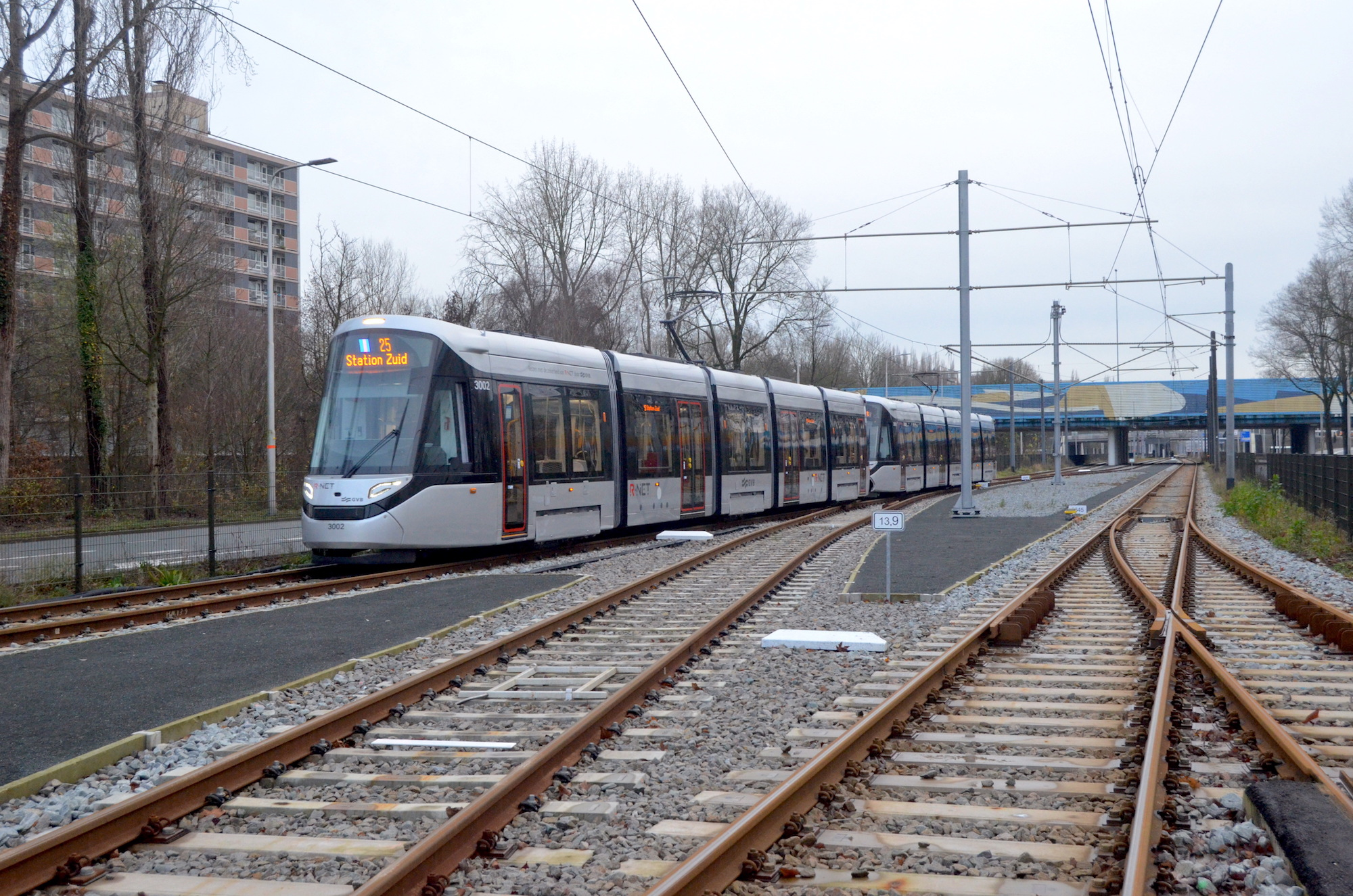
Tramlijn 25 met 15G tram op de openingsdag bij de voormalige halte Amstelveen Centrum; 13 december 2020.
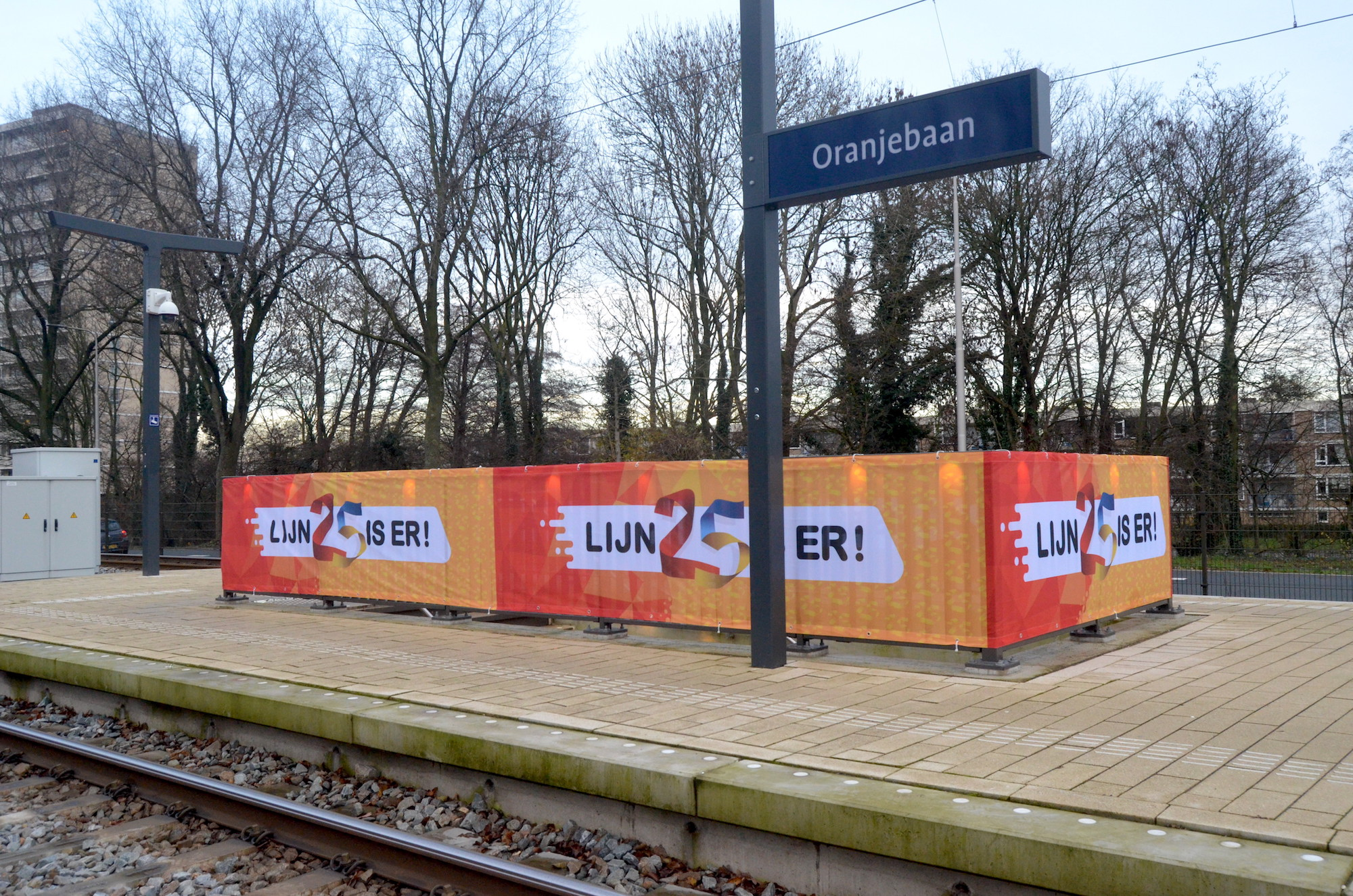
Lijn 25 is er (op de openingsdag) - Halte Amstelveen Oranjebaan; 13 december 2020.
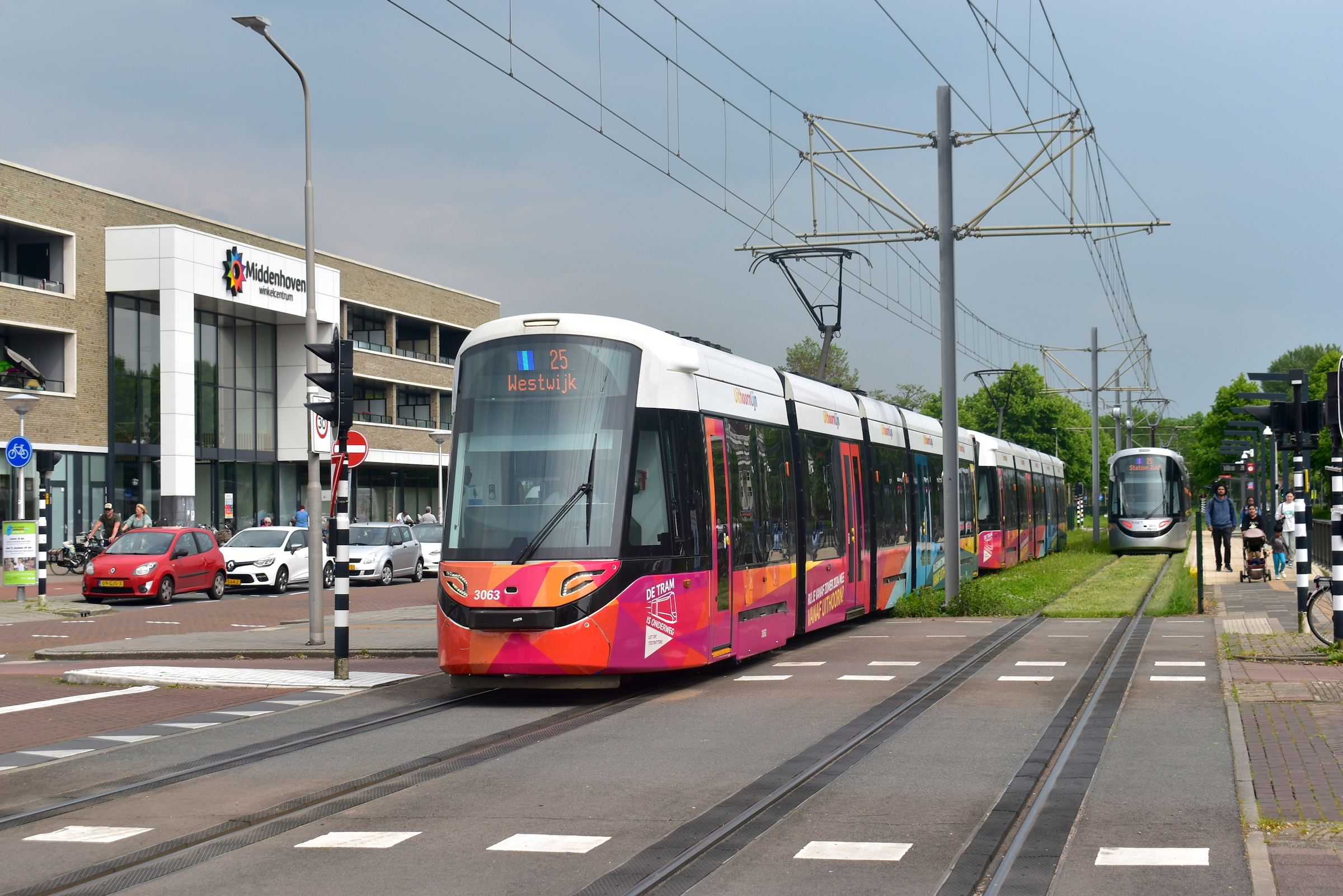
GVB 3063 + 3053 in uitvoering 'Uithoornlijn' te Amstelveen-Middenhoven; 15 mei 2024.
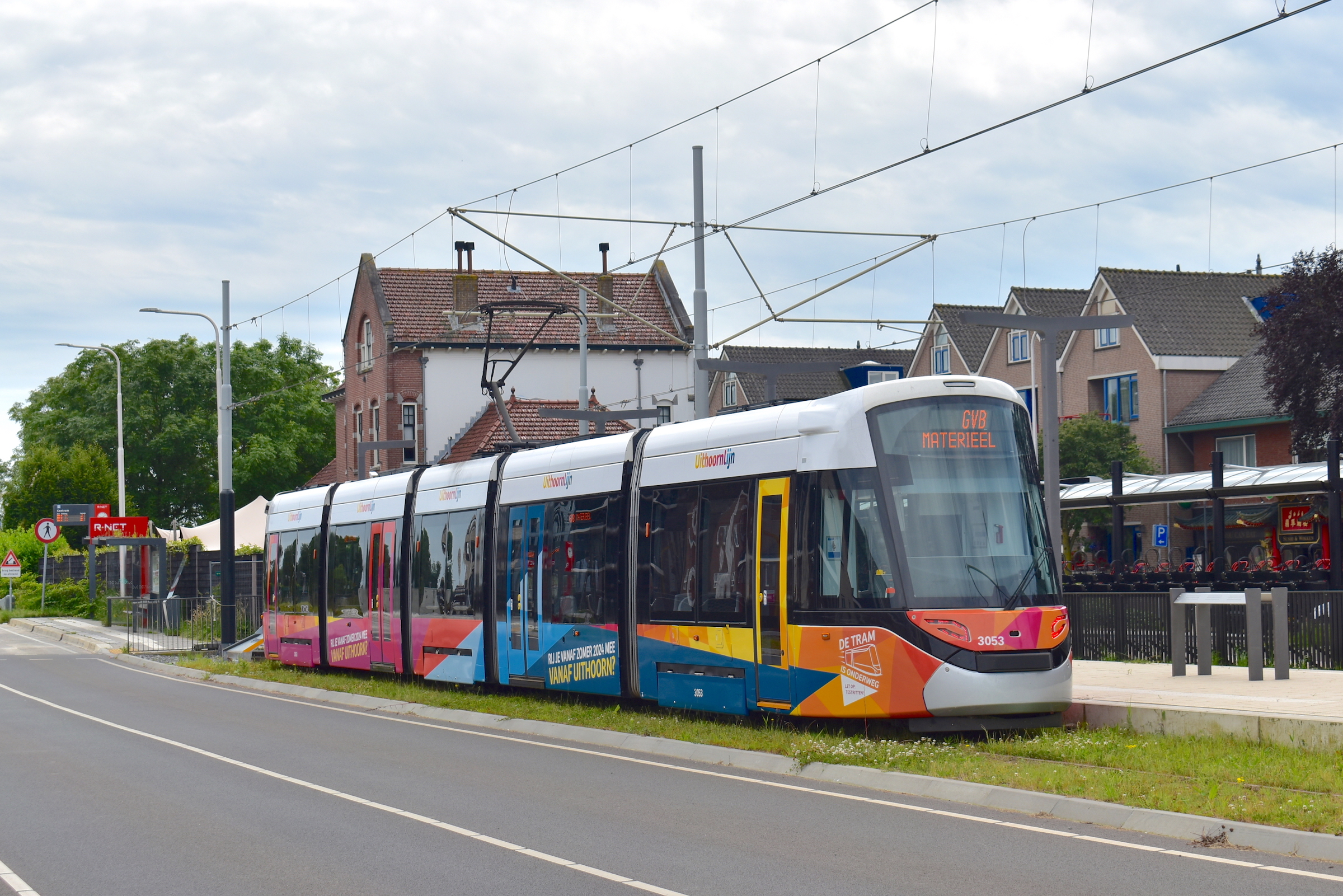
GVB 3063 in uitvoering 'Uithoornlijn' bij het eindpunt te Uithoorn. Op de achtergrond het oude Station Uithoorn; 20 juni 2024.

### Uithoornlijn

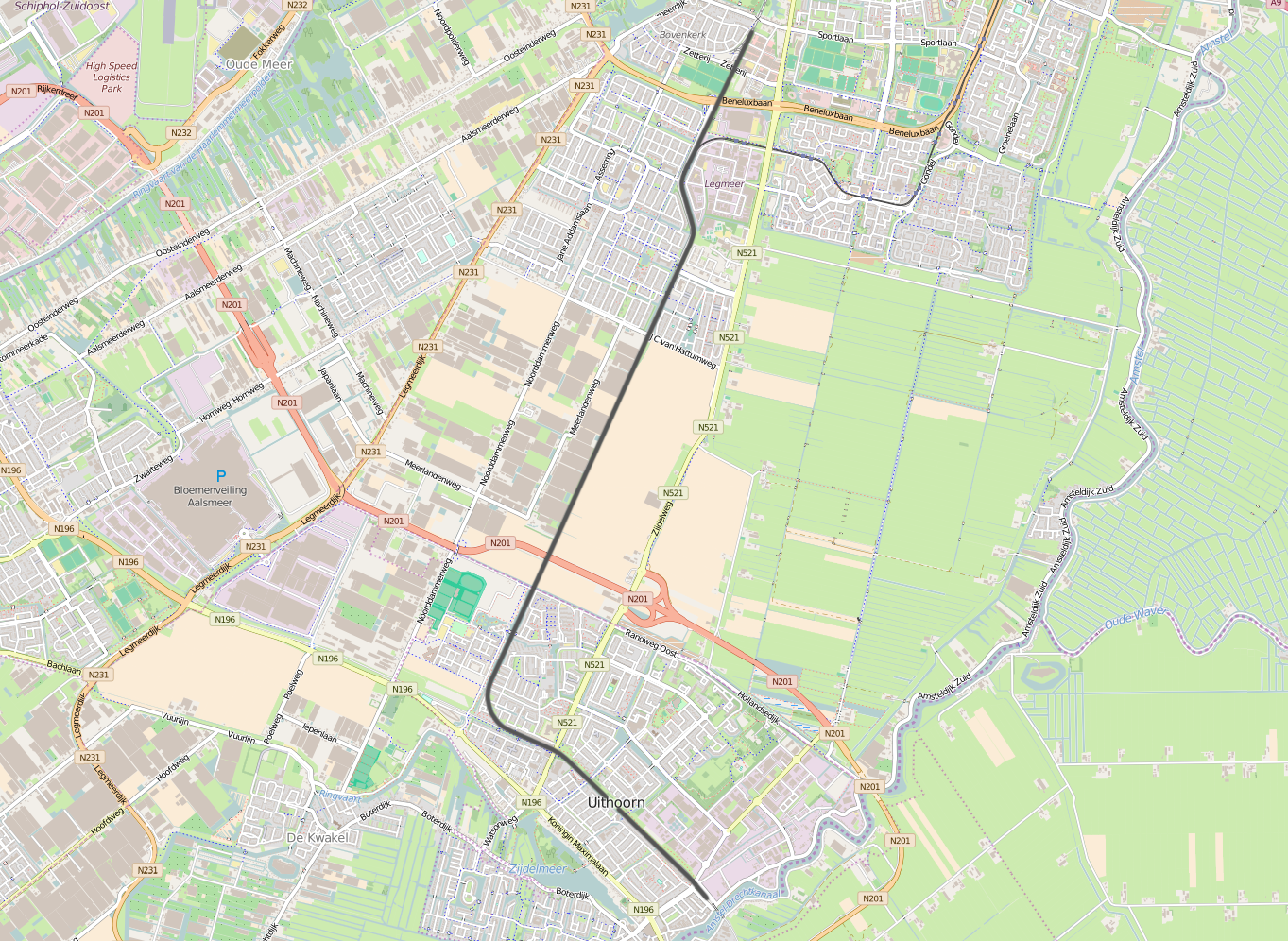
De tramlijn Amstelveen Westwijk – Uithoorn volgt het tracé van de vroegere spoorlijn Bovenkerk - Uithoorn.

Per 21 juli 2024 rijdt tram 25 door naar Uithoorn. Op 31 mei 2016 viel het besluit tot deze verlenging in de Stadsregio Amsterdam. Daartoe is de spoordijk gebruikt van de voormalige Spoorlijn Bovenkerk - Uithoorn (onderdeel van de Haarlemmermeerspoorlijnen). Het dijklichaam van de vroeger gedeeltelijk enkelsporige lijn is verbreed voor dubbelspoor. Voorts is de N201 overbrugd met een viaduct. De aanleg van deze 3,9 kilometer lange verlenging vergde een investering van € 60 miljoen. In Amstelveen is tussen Westwijk en het viaduct over de N201 een nieuwe halte voorzien als de bebouwing verder zuidwaarts gaat. Er zijn drie haltes in Uithoorn: Aan de Zoom, Uithoorn Station en eindpunt Uithoorn Centrum. De eindhalte is vlak bij het oude stationsgebouw van Uithoorn van de vroegere Haarlemmermeerspoorlijnen. De aflossing en eindpuntrust voor het personeel vindt plaats op de halte Westwijk ten noorden van de speciaal voor lijn 25 aangelegde openluchtremise Legmeerpolder ten zuiden van Westwijk.

## Voormalige tramlijn 25 (1930-2013)

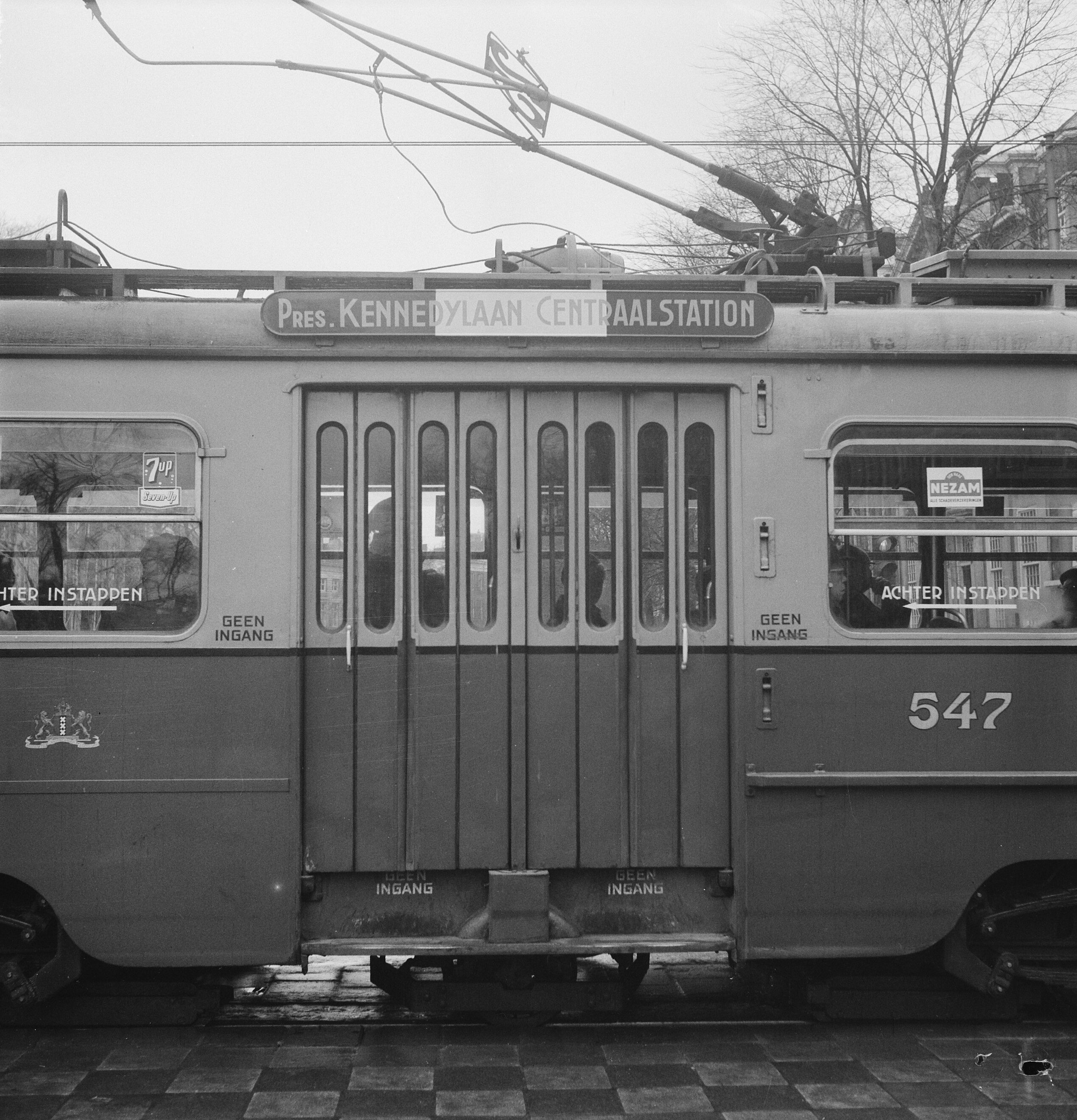
Zijkoersbord op een drieasser, met de in 1964 gewijzigde straatnaam President Kennedylaan.

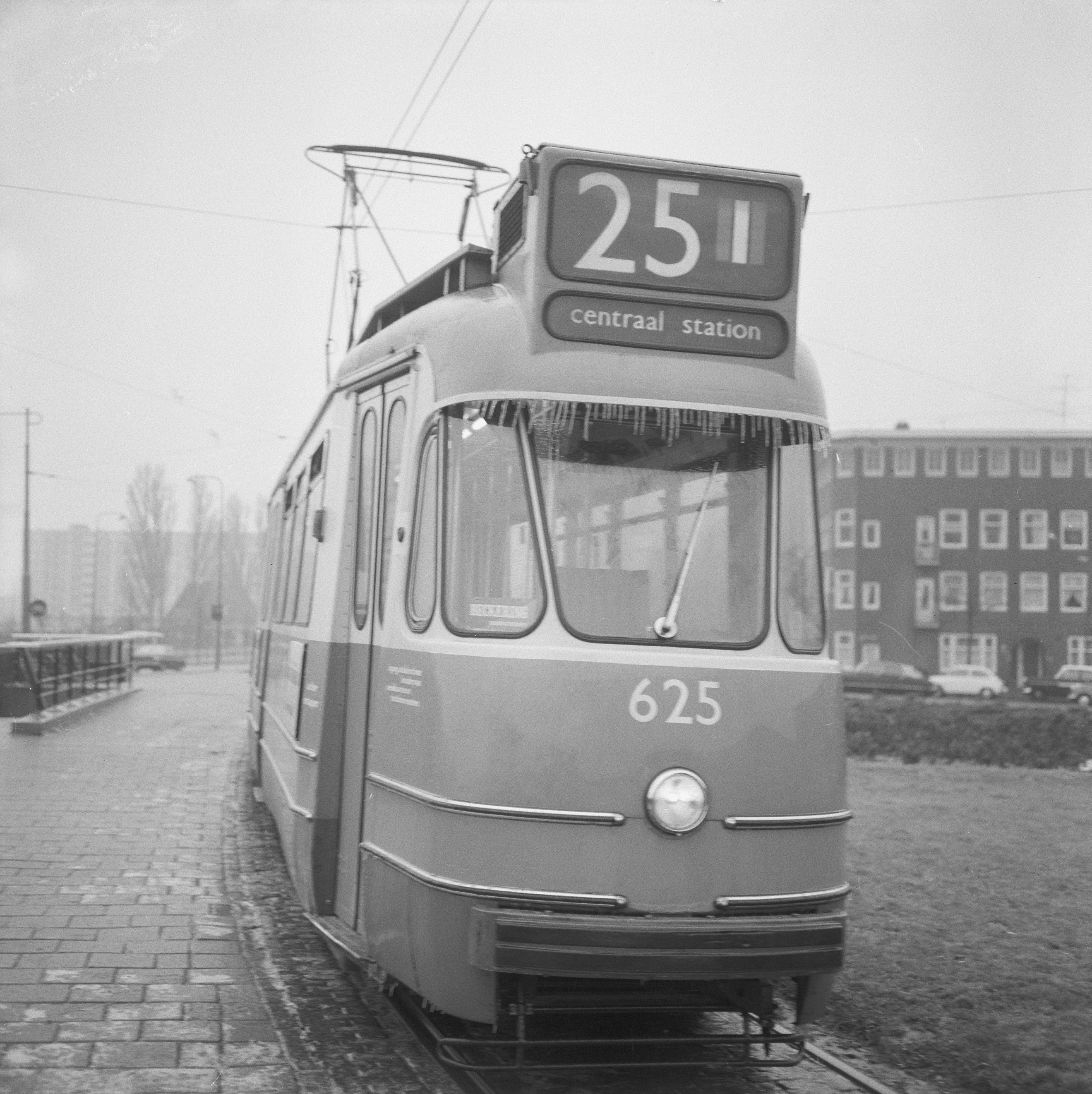
3G gelede wagen 625 op eindpunt President Kennedylaan in 1965

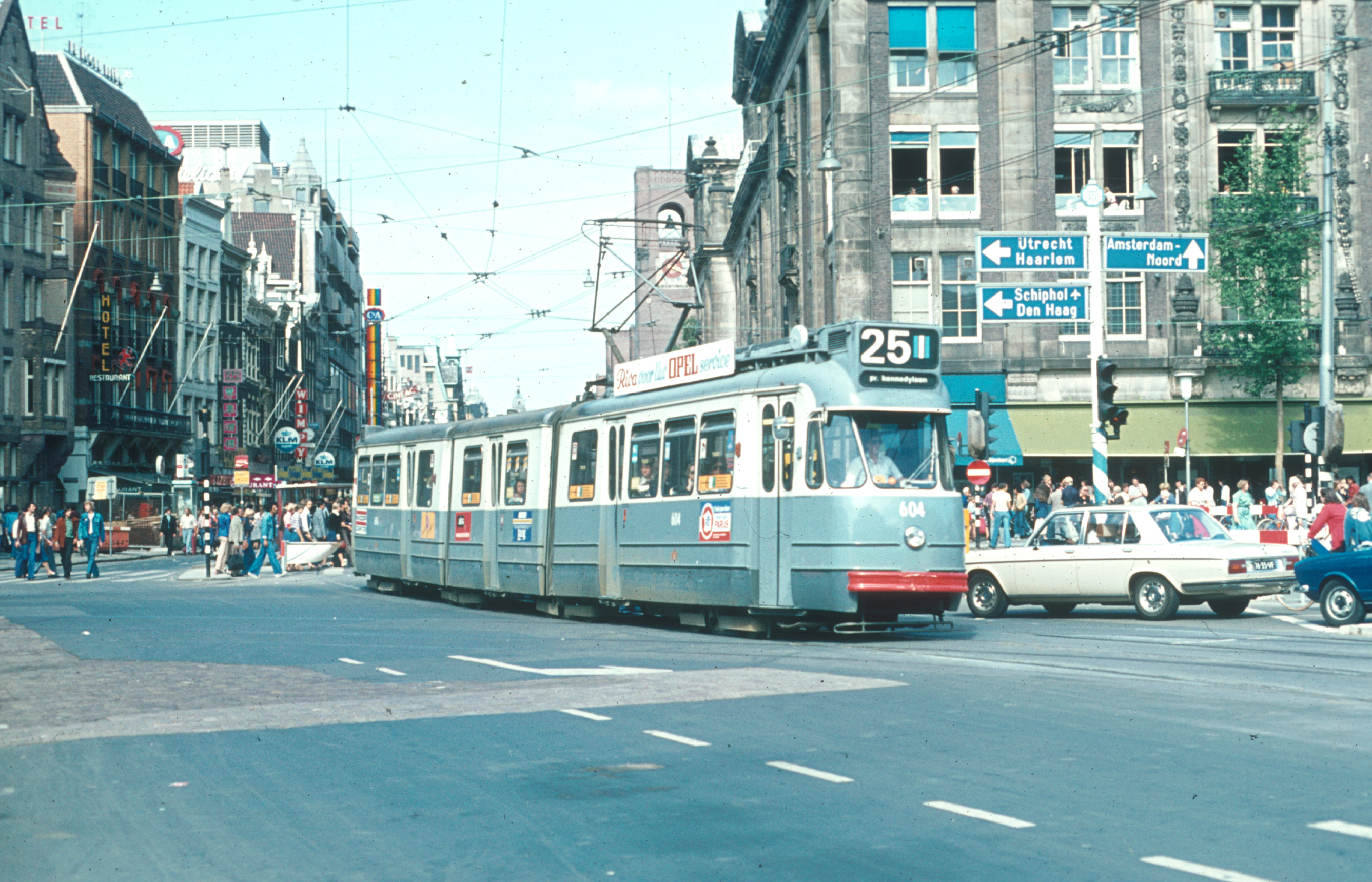
Tramlijn 25 met gelede wagen 604 (3G) op de Dam; circa 1976.

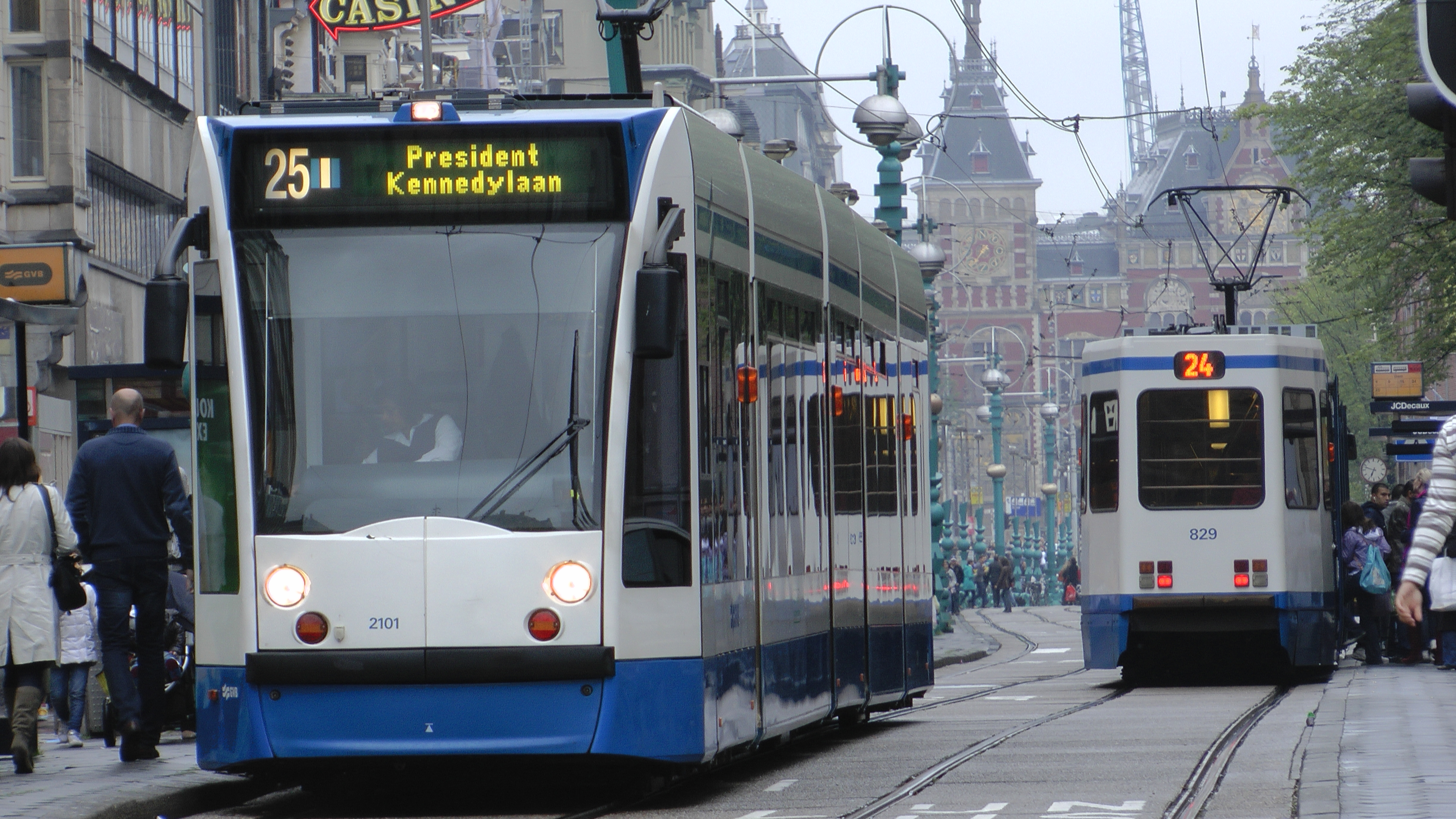
Tramlijn 25 op het Damrak.

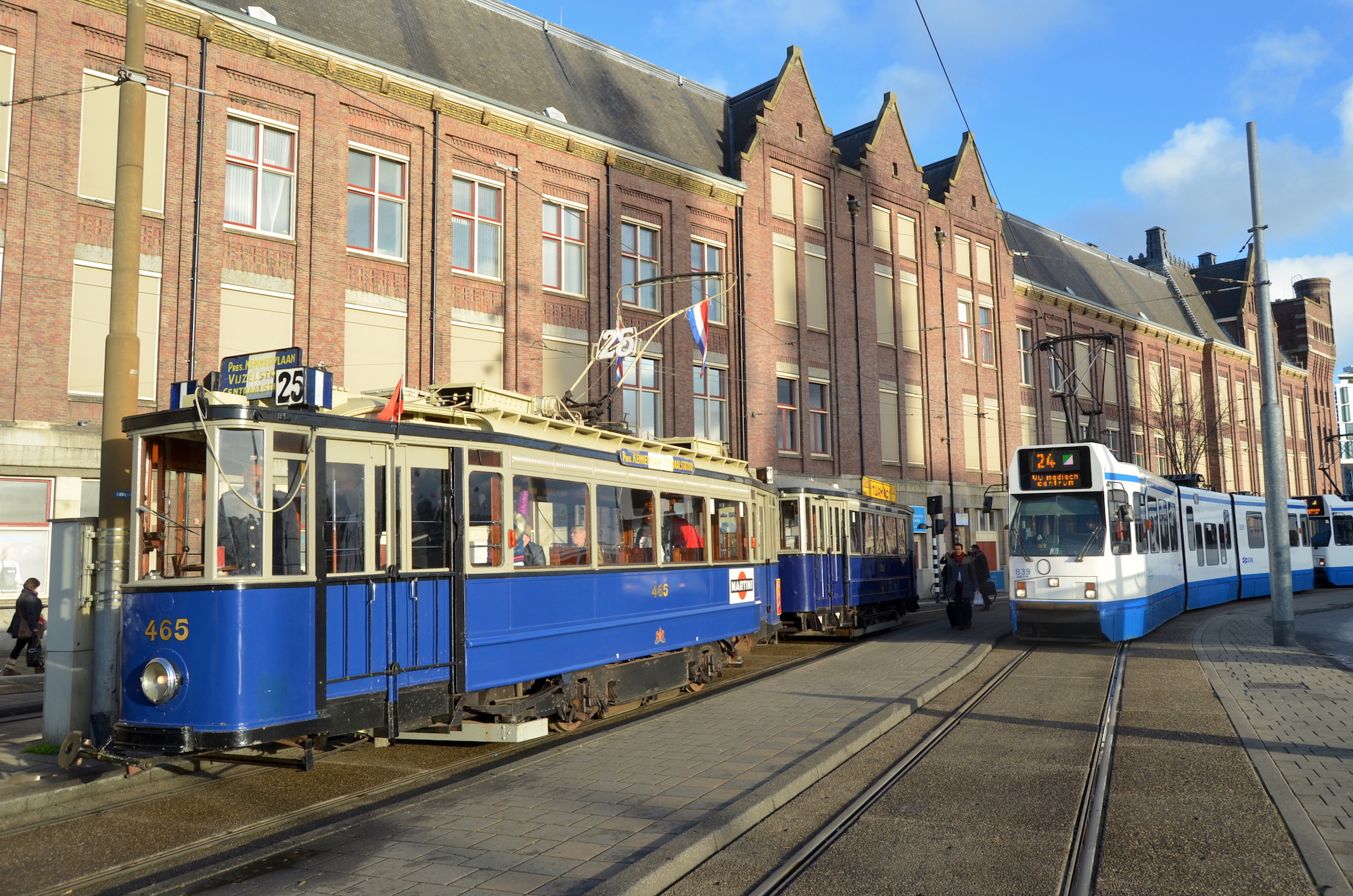
Afscheidsritten van tramlijn 25 met tramstel 465 +731. Links lijn 25, rechts lijn 24. Stationsplein Oostzijde; 14 december 2013. Foto: Erik Swierstra.

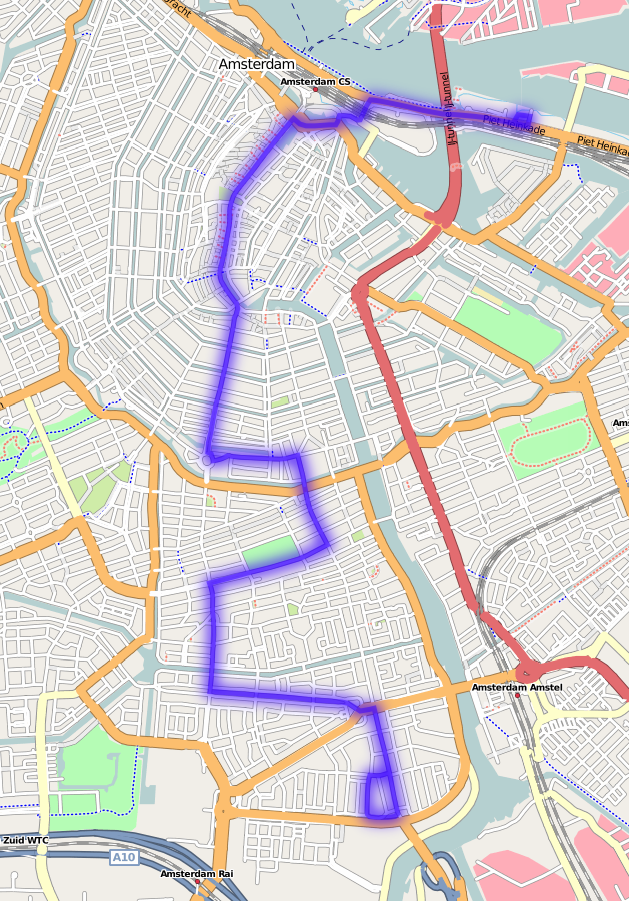
De kronkelroute van lijn 25 tussen 2006 en 2012.

De Amsterdamse tramlijn 25 werd ingesteld op 3 april 1930. Hiermee kreeg de Amsterdamse tram het hoogste aantal tramlijnen ooit, namelijk 25 lijnen. Deze lijn had 15 jaar het hoogste tramlijnnummer in Amsterdam. 
Lijn 25 kreeg de route vanaf Centraal Station via Damrak – Dam – Rokin – Vijzelstraat – Ferdinand Bolstraat – Scheldestraat – Noorder Amstellaan (sinds 1946 Churchill-laan) – Daniël Willinkplein (sinds 1946 Victorieplein) – Amstellaan (thans Vrijheidslaan) tot aan de Amsteldijk. Op 15 oktober 1939 werd lijn 25 verlengd via de Berlagebrug naar het nieuw geopende Amstelstation. Op de Amstellaan (de huidige Vrijheidslaan) en de Noorder Amstellaan (de huidige Churchill-laan) werd tot 1951 aan de linkerkant van de groenstrook gereden met haltes in het middenplantsoen.
Vanaf 18 juni 1945 ging lijn 25 vanaf het Victorieplein voortaan via de door lijn 4 verlaten route door de Rijnstraat naar de Rivierenlaan (sinds 1964 President Kennedylaan).
De route Centraal Station – President Kennedylaan bleef ongewijzigd tot 6 mei 2003, toen wegens de start van de werkzaamheden aan de Noord-Zuidlijn metro in de Ferdinand Bolstraat lijn 25 moest gaan omrijden vanaf de Vijzelgracht via Weteringschans – Frederiksplein – Van Woustraat – Ceintuurbaan – Ferdinand Bolstraat. De omlegging "zou anderhalf jaar duren" maar heeft meer dan tien jaar geduurd. Sindsdien had lijn 25 in Amsterdam-Zuid een merkwaardige kronkelroute. Ook moest door het ontbreken van een verbindingsboog tussen de Weteringschans en de Vijzelstraat de tram richting Centraal Station een tijdrovend extra rondje rond het circuit rijden met daarbij meerdere stoplichten. Deze omlegging was het begin van het einde van lijn 25, want door het verbreken van de rechtstreekse route over de gehele lengte van de Ferdinand Bolstraat verloor deze lijn veel passagiers.
Met ingang van 28 mei 2006 werd lijn 25 verlengd vanaf het Centraal Station via de De Ruijterkade naar de Passagiersterminal (PTA) aan de Piet Heinkade. Lijn 16, die een jaar tevoren hierheen verlengd was, werd nu weer ingekort tot het Centraal Station. Per 1 januari 2012 is lijn 25 na vijf en een half jaar weer ingekort tot het Centraal Station. De keerlus bij de Passagiersterminal werd daarna niet meer in de normale dienst gebruikt (en later opgebroken).
Mede veroorzaakt door passagiersverlies door de langdurige omleiding, reed lijn 25 vanaf 2006 tot de opheffing in 2013 op alle dagen iedere 15 minuten en was daarmee de minst frequente tramlijn van Amsterdam geworden. In de jaren voor de Tweede Wereldoorlog was lijn 25 juist jarenlang de drukste lijn, met in het hoogst van de ochtendspits een frequentie van zelfs 1½ minuut. Na het wegvallen van de tramlijnen 4 en 8 in 1942 kreeg lijn 25 het zo druk dat er toen overdag 24 tramstellen op deze lijn reden met een frequentie van 2½ minuut.

## Aanvullende diensten

#### Lijn 25R
Vanaf 6 december 1932 kwamen in de avondspits versterkingritten uitgevoerd door bussen tussen het Rembrandplein en Zuid, die echter volkomen in het verkeer vastliepen. Daarom werden deze ritten vanaf 20 december 1932 tot 9 oktober 1944 ook in de ochtendspits gereden als korttrajectdienst met losse motorwagens als lijn 25R (Rembrandtplein), komend vanuit Zuid eindigde op het Rembrandtplein (via de lus Reguliersbreestraat / Reguliersdwarsstraat).

#### Lijn S
Van 16 februari 1948 tot en met 20 maart 1949 reed er ieder uur op lijn 25 onder de lijnletter S een speciale tram van het Centraal Station naar het Amstelstation, in plaats van de Rivierenlaan, om aansluiting te geven op de trein naar Utrecht.

#### Lijn 25S
In de winterdiensten 1999-2000 tot en met 2001-2002 bestond er een spitslijn 25S die in de ochtendspits een korttrajectdienst reed op het traject Centraal Station – Weteringcircuit. Deze dienst werd gereden door wagens van lijn 20 (in 2000-2001 eigen wagens) voor aanvang van de dienst op lijn 20, die pas om 9.00 uur begon. Lijn 25S had dezelfde route als spitslijn 20 die reed van 1991 tot 1993.

### Niet-uitgevoerde plannen
In het Programma van Eisen dat de Stadsregio Amsterdam had opgesteld en dat het GVB had geaccepteerd om in aanmerking te komen voor de op 26 augustus 2010 gegunde onderhandse aanbesteding per 1 januari 2012, werd een aantal wijzigingen voorgesteld. Lijn 25 zou worden ingekort tot het Centraal Station, de route door de gehele Ferdinand Bolstraat zou worden hersteld zodra het traject tussen Albert Cuypstraat en Ceintuurbaan weer beschikbaar zou zijn, en het laatste deel van de Rijnstraat en de eindlus President Kennedylaan zouden worden verlaten. In plaats daarvan zou lijn 25 via de Berlagebrug naar het Amstelstation gaan rijden in samenhang met een routewijziging voor lijn 12. Dit zou dus een herstel van de route van 1939 hebben betekend. Behalve de inkorting van de Passagiersterminal tot het Centraal Station per 1 januari 2012 hebben deze wijzigingen niet plaatsgevonden.

### Opheffing
In het vervoerplan 2014 werd de definitieve opheffing van de lijn met ingang van de dienstregeling met ingang van 15 december 2013 voorgesteld. Het argument was dat het aantal reizigers slechts een fractie bedraagt van dat van de drukste lijnen van het net (lijn 1 en lijn 5). Het eerdere plan om lijn 25 door verlegging naar het Amstelstation een impuls te geven werd dus definitief niet uitgevoerd en de mogelijkheid de rechtstreekse route door de Ferdinand Bolstraat te herstellen werd niet afgewacht. Protesten van bewoners en ondernemers in de Rivierenbuurt tegen de opheffing werden genegeerd.
Ter gedeeltelijke compensatie kregen de lijnen 4 (zaterdagmiddag, vanaf dienstregeling 2015 ook maandag tot en met vrijdag in de middagspits) en 12 (maandag-vrijdag overdag) een hogere frequentie. De sporen en bovenleiding in het zuidelijke deel van de Rijnstraat en in de eindlus bleven vooralsnog gehandhaafd voor omleidingen. In 2015 werden deze in het zuidelijk deel van de Rijnstraat alsnog verwijderd, behalve het spoor stadinwaarts tussen de Lekstraat en het Victorieplein ten behoeve van uitrukkende trams vanuit de remise Lekstraat. In de Uiterwaardenstaat en Hunzestraat liggen nog rails, de bovenleiding is verwijderd. Op de President Kennedylaan werd het spoor verwijderd en kwam er een groenstrook op de voormalige standplaats.